# Moskalyev SAM-5
Moskalyev SAM-5 là một loại máy bay vận tải và cứu thương của Liên Xô trong thập niên 1930. Nó được thiết kế bởi Aleksandr Moskalyev.

## Tính năng kỹ chiến thuật (SAM-5bis)
Dữ liệu lấy từ 
Đặc tính tổng quan
- Kíp lái: 1
- Sức chứa: 3 bệnh nhân và 1 y tá
- Chiều dài: 8,00 m (26 ft 3 in)
- Sải cánh: 12,50 m (41 ft 0 in)
- Diện tích cánh: 24,00 m2 (258,3 foot vuông)
- Trọng lượng rỗng: 710 kg (1.565 lb)
- Trọng lượng cất cánh tối đa: 1.219 kg (2.687 lb)
- Động cơ: 1 × Shvetsov M-11 , 75 kW (100 hp)

Hiệu suất bay
- Vận tốc cực đại: 173 km/h (107 mph; 93 kn)
- Tầm bay: 900 km (559 mi; 486 nmi)
- Trần bay: 2.800 m (9.186 ft)